# Joseph Joachim
Joseph Joachim (født 28. juni 1831 i Kittsee ved Pressburg, død 15. august 1907 i Berlin) var en ungarsk (slovakisk) violinvirtuos af jødisk byrd.
Efter at have modtaget den første undervisning af Serwaczynski i Pest kom han 1841 til konservatoriet i Wien, hvor Joseph Böhm blev hans lærer, og 1843 gik han til Leipzig, hvor han straks vakte Mendelssohns opmærksomhed; denne tog sig varmt af ham og ledede ikke alene hans musikalske studier, men sørgede også for hans ånds udvikling på andre områder og lagde derved grunden til den fine åndsdannelse, den modenhed og renhed i karakteren, der prægte Joachim som kunstner og som menneske.
I omgang med Leipzig-skolens koryfæer, mænd som Schumann, Mendelssohn, Gade, Hiller osv., dannede han sin faste kunstsanskuelse; under David studerede han de klassiske mestre, der senere skulde blive tyngdepunktet i hans repertoire (frem for alt Beethovens violinkoncert); teori læste han med Hauptmann.
Fra Leipzig foretog han koncertudflugter til forskellige tyske byer og gæstede 1844 første gang London, hvor han senere i lange tider skulde blive sæsonens årlige begivenhed. I 1850 drog han som koncertmester til Weimar, hvor omgangen med Liszt og Weimar-skolens tilhængere virkede befrugtende på hans udvikling, uden at den dog formåede at svække hans kærlighed til klassikerne eller vinde ham for den revolutionære nytyske skole.
I 1853 modtog han ansættelse som kongelig koncertmester og kammervirtuos i Hannover, hvor han gik over til den lutherske kirke, og hvor han forblev til 1866, da kongeriget inforlivedes med Preussen. I 1863 ægtede Joachim altsangerinden Amalie Schneeweiß. I 1882 ophævedes ægteskabet mellem dem.
I 1868 kaldtes Joachim til Berlin som direktør for den nylig oprettede højskole for musik, og da denne hurtig udviklede sig således, at en omorganisation blev nødvendig, indskrænkede han sin virksomhed til afdelingen for strygeinstrumenter, der under hans ledelse snart skulde indtage den første plads blandt lignende institutioner.
Samtidig fortsatte han sin virksomhed som udøvende kunstner, både som solist og som kammermusikspiller; "Joachim-kvartetten" har haft en indgribende betydning for musiklivet i Berlin, ikke mindst ved fremførelsen af Beethovens sidste kvartetter og Brahms kompositioner. I ferierne aflagde Joachim besøg i udlandet (1868 og 1898 i København).
Også som orkesterdirigent har Joachim gjort sine rige evner og sin alsidige musikdannelse frugtbringende. I sine kompositioner er Joachim nærmest påvirket af Schumann; hans violinkoncert in ungarischer Weise er den betydeligste; desuden foreligger endnu to violinkoncerter, nogle mindre stykker for violin, ouverturer for orkester og en scene for altsolo med orkester.